# Judith (Vorname)

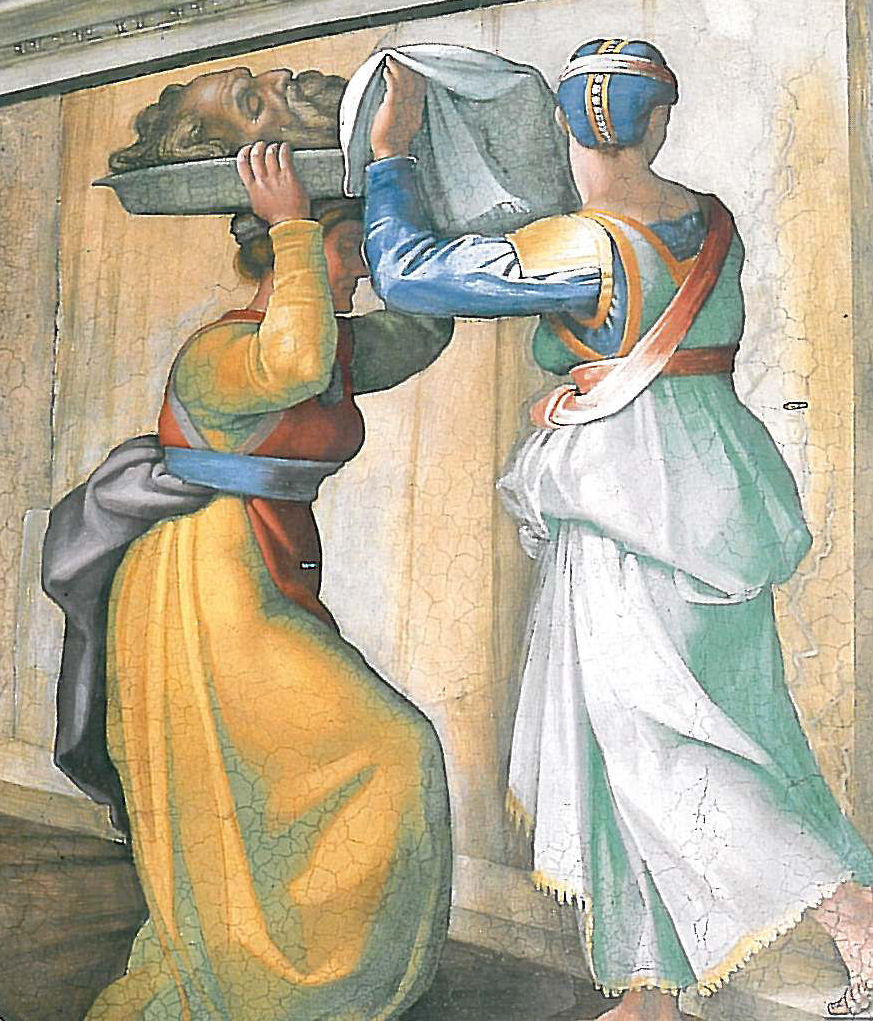
Judith und Holofernes (Detail), Fresko von Michelangelo in der Sixtinischen Kapelle im Vatikan (1509).

Judith ist ein weiblicher Vorname.

## Herkunft und Bedeutung
Beim Namen Judith handelt es sich um die u. a. deutsche Schreibweise von Ἰουδίθ Iudíth, was wiederum die gräzisierte Variante des hebräischen Namens יְהוּדִית jəhūdit darstellt. Es handelt sich dabei um die feminine Form von יְהוּדִי jəhūdi. Der Name bedeutet „die Judäerin“ bzw. „die Jüdin“, er geht dabei auf die Stammesbezeichnung Juda bzw. später das Königreich Juda zurück und bezeichnet nicht primär die Religionszugehörigkeit.
In der Bibel taucht Judith bzw. Jehudit als Name der Frau Esaus auf (Gen 26,34 ). Darüber hinaus trägt die Namensgeberin des im Judentum apokryphen, in der katholischen und der orthodoxen Kirche jedoch deuterokanonischen Buches Judit diesen Namen.

## Verbreitung
Der Name Judith ist international verbreitet, war jedoch vor allem in der Vergangenheit beliebt.
In Deutschland zählte Judith nie zu den beliebtesten Vornamen. Jedoch wurde der Name bis in die 1980er Jahre hinein mit einer gewissen Regelmäßigkeit vergeben. Seitdem sank die Popularität des Namens. Heute wird er nur noch sehr selten vergeben. Dabei wird fast ausschließlich die Schreibweise Judith, kaum jedoch die Variante Judit gewählt.

## Varianten

### Weibliche Varianten
- Dänisch: Judit
  - Diminutiv: Ditte, Jytte
- Deutsch: Judit
  - Mittelalterlich: Judintha, Judinta
  - Diminutiv: Jutta
- Englisch: Judit
  - Diminutiv: Judy, Judie, Jody, Jodie
- Estnisch: Juta
- Griechisch: Ἰουδίθ Iudíth
- Hebräisch: יְהוּדִית jəhūdit
  - Jiddisch: יוטקע Jutke, יודעס Judes
- Italienisch: Giuditta
  - Latein: Iudith
- Kirchenslawisch: Іꙋдіѳъ Iudithu
- Lettisch: Juta
- Litauisch: Judita
- Polnisch: Judyta
- Portugiesisch: Judite
- Russisch: Юдифь Judif
- Tschechisch: Jitka, Judita
  - Diminutiv: Dita

### Männliche Varianten
- Deutsch: Juda, Judas
- Englisch: Judah, Judas, Jude
- Griechisch:
  - Septuaginta: Ἰουδα Iuda
  - Neues Testament: Ἰούδας Iúdas
- Hebräisch: יְהוּדָה jəhūdāh
  - Jiddisch: יודאל Judel, Yudel, Jidel, Yidel
- Italienisch: Giuda
  - Latein: Iuda
- Portugiesisch: Judá, Judas
- Spanisch: Judá, Judas

## Namenstage
- 13. März: nach Judith von Ringelheim
- 25. März: nach Judith von Bernried (auch: Jutta von Bernried)
- 29. Juni: nach Judith von Niederaltaich
- 7. September: nach Judit, Besiegerin des Holofernes

## Namensträgerinnen

### Einzelname
- Judith (795–843), zweite Gemahlin von Ludwig dem Frommen
- Judith von Backnang (um 1080–1123), Frau des badischen Markgrafen Hermann II.
- Judith von Baden († 1162), Tochter des badischen Markgrafen Hermann II. und dessen Frau Judith von Backnang
- Judith (925 – nach 985), Herzogin von Bayern, Gemahlin von Heinrich I. von Bayern
- Judith von Bretagne (auch: Judith von Rennes; 982–1017), durch ihre Ehe Herzogin von der Normandie
- Judith von Friaul (nach 865 – ?), Herzogin von Bayern, Gemahlin von Arnulf dem Bösen
- Judith von Flandern (um 1030 – 1094), Gräfin von Northumbria und Herzogin von Bayern
- Judith von Northeim (um 1120 – nach 1150), Äbtissin von Kemnade, Stift Sankt Cyriakus in Eschwege und von Kloster Geseke
- Judith von Polen (* um 1132; † 1172/1174), durch Heirat Kronprinzessin von Ungarn und Markgräfin von Brandenburg
- Judith von Schweinfurt (vor 1003 – 1058), Frau des Herzogs Břetislav I. von Böhmen
- Judith von Thüringen (1130/35 – nach 1174), Frau des böhmischen Herzogs und Königs Vladislav II.
- Judith von Ungarn (1054–1092/96), Frau von König Salomon von Ungarn, zweite Frau des Herzogs Władysław I. Herman von Polen

### Vorname
- Judith Affeld (* 1978), deutsche Fußballspielerin
- Judith Altenberger (* 1996), österreichische Schauspielerin
- Judith Arlt (* 1957), Schweizer Literaturwissenschaftlerin, Polonistin, Sachbuchautorin und Übersetzerin
- Judith Butler (* 1956), US-amerikanische Philosophin
- Judith Chemla (* 1984), französische Schauspielerin
- Judith Durham (1943–2022), australische Musikerin, Singer-Songwriterin und Komponistin
- Judith Exner (1934–1999), US-amerikanische Lebefrau
- Judith Farnworth (* 1966), britische Diplomatin
- Judith Graßl (* 1968), deutsche Skibergsteigerin
- Judith Hermann (* 1970), deutsche Schriftstellerin
- Judith Hildebrandt (* 1977), deutsche Schauspielerin, Sängerin und Moderatorin
- Judith Holofernes (* 1976), deutsche Musikerin
- Judith Hörmann (* 1983), deutsche Kanutin
- Judith Ivey (* 1951), US-amerikanische Schauspielerin
- Judith Jamison (1943–2024), US-amerikanische Tänzerin und Choreografin
- Judith Kerr (1923–2019), britische Schriftstellerin und Illustratorin
- Judith Lefeber (* 1981), deutsche Sängerin
- Judith Leiber (1921–2018), US-amerikanische Designerin von Modeaccessoires
- Judith Malina (1926–2015), US-amerikanische Schauspielerin und Regisseurin
- Judith Merril (bürgerlich Judith Josephine Grossman; 1923–1997), US-amerikanisch-kanadische Schriftstellerin und politische Aktivistin
- Judith Neumann (* 1989), deutsche Schauspielerin
- Judith Oexle (* 1956), deutsche Mittelalterarchäologin
- Judith Pinnow (* 1973), deutsche Moderatorin, Schauspielerin und Autorin
- Judith Quiney (1585–1662), Tochter von William Shakespeare
- Judith Rakers (* 1976), deutsche Journalistin und Nachrichtensprecherin
- Judith Richter (* 1978), deutsche Schauspielerin
- Judith Rosmair (* 1967), deutsche Schauspielerin
- Judith Schalansky (* 1980), deutsche Schriftstellerin, Buchgestalterin und Herausgeberin
- Judith Steinbacher (* 1946), deutsche Grafikerin und Kinderbuchautorin
- Judith Steinhäuser (* 1968), deutsche Schauspielerin, Kabarettistin und Synchronsprecherin
- Judith Tarr (* 1955), US-amerikanische Schriftstellerin
- Judith Viorst (* 1931), US-amerikanische Autorin, Zeitungsjournalistin und Psychoanalytikerin
- Judith Williams (* 1971), US-amerikanische Unternehmerin, Fernsehmoderatorin und Opernsängerin
- Judith Wyder (* 1988), Schweizer Orientierungsläuferin
- Judith Zander (* 1980), deutsche Schriftstellerin und Übersetzerin